# Opatowice (województwo dolnośląskie)
Opatowice – wieś w Polsce położona w województwie dolnośląskim, w powiecie strzelińskim, w gminie Borów.

## Podział administracyjny
W latach 1975–1998 miejscowość położona była w województwie wrocławskim.

## Nazwa
Według niemieckiego językoznawcy Heinricha Adamy’ego nazwa wywodzi się od polskiej nazwy na przełożonego zakonu "opata" z dodaną końcówką "-wice". W swoim dziele o nazwach miejscowości na Śląsku wydanym w 1888 roku we Wrocławiu jako najstarszą nazwę wymienia "Opatowice" podając jej znaczenie "Aptsdorf" czyli w języku polskim "Wieś opata". Nazwa została później fonetycznie zgermanizowana na Ottwitz i utraciła swoje pierwotne znaczenie.

## Zabytki
Do wojewódzkiego rejestru zabytków wpisany jest:
- park dworski, powstały po 1840 r.